# Anna Raukuc
Anna Raukuc (* 7. Januar 1990 in Emden) ist eine ehemalige deutsche Leichtathletin, die sich auf den 400-Meter-Hürdenlauf spezialisiert hatte. Sie lief auch Kurz- und Langsprints.

## Berufsweg
Raukuc ist in Emden aufgewachsen und schloss dort 2011 an der Berufsbildenden Schule BBS 1 ihre Ausbildung zur Kauffrau für Bürokommunikation ab. Das anschließende duale Studium an der Fachhochschule Emden/Leer beendete sie im Herbst 2013 mit einem Bachelor in Betriebswirtschaft. Anschließend zog sie nach Hannover bzw. Wolfsburg, wo sie den Masterstudiengang Strategisches Management an der Ostfalia Hochschule für angewandte Wissenschaften aufnahm und mittlerweile ebenfalls abschloss.

## Sportliche Karriere
Anna Raukuc begann beim SV Emden-Harsweg.
- 2003 belegte sie in der Deutschen Bestenliste der Schülerinnen W13 im Blockwettkampf Lauf den 1. Platz.
In den folgenden Jahren erreichte sie weitere vordere Platzierungen in den DLV-Bestenlisten:
- 2004: 4. Platz beim Siebenkampf der Schülerinnen W14
- 2005: 1. Platz mit 43,70 s über 300 m Hürden bei den Schülerinnen W15
- 2006: 5. Platz bei der B-Jugend über 400 m Hürden
- 2007: 4. Platz bei der B-Jugend über 400 m Hürden
- 2008: 7. Platz bei der A-Jugend über 400 m Hürden
- 2010: 6. Platz bei den Juniorinnen über 400 m Hürden
- 2011: 2. Platz bei den Juniorinnen über 400 m Hürden
- 2012: 4. Platz bei den Juniorinnen über 400 m Hürden
- 2014: 5. Platz bei den Frauen über 400 m Hürden
- 2015: 3. Platz bei den Frauen über 400 m Hürden

2008 erreichte Raukuc bei den Deutschen U23-Meisterschaften über 400 Meter Hürden den 3. Platz als jüngste Finalteilnehmerin.
2011 wurde sie Deutsche U23-Vizemeisterin mit persönlicher Bestleistung von 58,11 Sekunden auf der Langhürdendistanz und schaffte die Norm für die U23-Europameisterschaften in Ostrava, wo sie in den Vorläufen ausschied.
2014 meldete sich Raukuc nach zweijähriger Verletzungszeit zunächst bei den Landesmeisterschaften von Niedersachsen und Bremen in der Halle mit einem Sieg 400 Meter zurück und bestätigte ihre Form bei den Landesmeisterschaften von Niedersachsen und Bremen im Freien mit einem Sieg über die 400 Meter Hürden. Drei Wochen später bei den Deutschen Meisterschaften kam sie auf der Langhürdendistanz auf den 4. Platz.
2015 wurde sie Deutsche Vizemeisterin über die 400 Meter Hürden.
2016 begann das Jahr mit Blick auf die Olympischen Spiele in Rio de Janeiro noch Erfolg versprechend bei den Deutschen Hallenmeisterschaften mit einem 5. Platz auf den 400 Metern, musste aber schon auf dem Aufwärmplatz ihren Start bei den Deutschen Meisterschaften in Kassel absagen.
Am 3. September 2016 gab Raukuc ihr sportliches Karriereende auf Grund gesundheitlicher Erwägungen sowie des abgeschlossenen Studiums und der damit verbundenen beruflichen Perspektive bekannt.
Anna Raukuc startete für den VfL Hannover und die Ende 2015 aufgelöste LG Hannover. Sie war bis Ende 2013 bei der Emder Laufgemeinschaft, zu der sie 2006 vom SV Emden-Harsweg kam.

## Persönliche Bestleistungen
Stand: 4. September 2016
Halle
- 60 m: 7,94 s, Hannover 22. Januar 2016
- 60 m Hürden: 8,84 s, Hannover 1. Februar 2009
- 200 m: 25,19 s, Hannover 25. Januar 2009
- 400 m: 54,72 s, Leipzig 28. Februar 2016
- 4 × 200 m: 1:37,59 min, Leipzig 28. Februar 2016

Freiluft
- 100 m: 12,30 s (+0,7), Osterode 27. Juni 2014
- 200 m: 24,90 s (+0,2), Münster 14. Mai 2015
- 400 m: 53,99 s, Zeulenroda, 10. Juli 2015
- 800 m: 2:09,52 min, Leuven (Belgien), 8. August 2015
- 400 m Hürden: 57,49 s, Regensburg, 6. Juni 2015

## Ehrungen
- 2009 mit dem Förderpreis des Rotary Clubs Emden für besondere Leistungen und besonderes Engagement ausgezeichnet[12]
- 2011 Auszeichnung von der Industrie- und Handelskammer für Ostfriesland und Papenburg (IHK) für besondere Leistung beim Ausbildungsabschluss[1]
- 2013 Rotary Förderpreis an Schülerinnen/Schüler der Berufsbildenden Schulen Emden[13]
- 2014 Wissenschaftspreis Niedersachsen[14]

## Erfolge
national
- 2007: 3. Platz Deutsche Jugendmeisterschaften (U18) (400 m Hürden)
- 2008: 6. Platz Deutsche Jugendmeisterschaften (U20) (400 m Hürden)
- 2008: 3. Platz Deutsche U23-Meisterschaften (400 m Hürden)
- 2010: Deutsche U23-Vizemeisterin (400 m Hürden)
- 2011: Deutsche U23-Vizemeisterin (400 m Hürden)
- 2011: 5. Platz Deutsche Meisterschaften (400 m Hürden)
- 2012: 5. Platz Deutsche Meisterschaften (400 m Hürden)
- 2014: 4. Platz Deutsche Meisterschaften (400 m Hürden)
- 2015: 6. Platz Deutsche Hallenmeisterschaften (400 m)
- 2015: Deutsche Vizemeisterin (400 m Hürden)
- 2016: 5. Platz Deutsche Hallenmeisterschaften (400 m)

international
- 2011: Teilnahme U23-Europameisterschaften (400 m Hürden)